# Pseudosmodingium
Pseudosmodingium  es un género de plantas con diez especies,  perteneciente a la familia de las anacardiáceas.

## Taxonomía
El género fue descrito por Adolf Engler y publicado en Botanische Jahrbücher für Systematik, Pflanzengeschichte und Pflanzengeographie 1: 381, 419. 1881. La especie tipo es: Pseudosmodingium perniciosum

## Especies
- Pseudosmodingium andrieuxii
- Pseudosmodingium barkleyi
- Pseudosmodingium multifolium
- Pseudosmodingium perniciosum (Kunth) Engl. - guajiote[4]
- Pseudosmodingium pterocarpum
- Pseudosmodingium pterocarpus
- Pseudosmodingium rhoifolium
- Pseudosmodingium vireletii
- Pseudosmodingium virletii